# Moulay Abdellah (commune)
Pour les articles homonymes, voir  Moulay Abdellah.

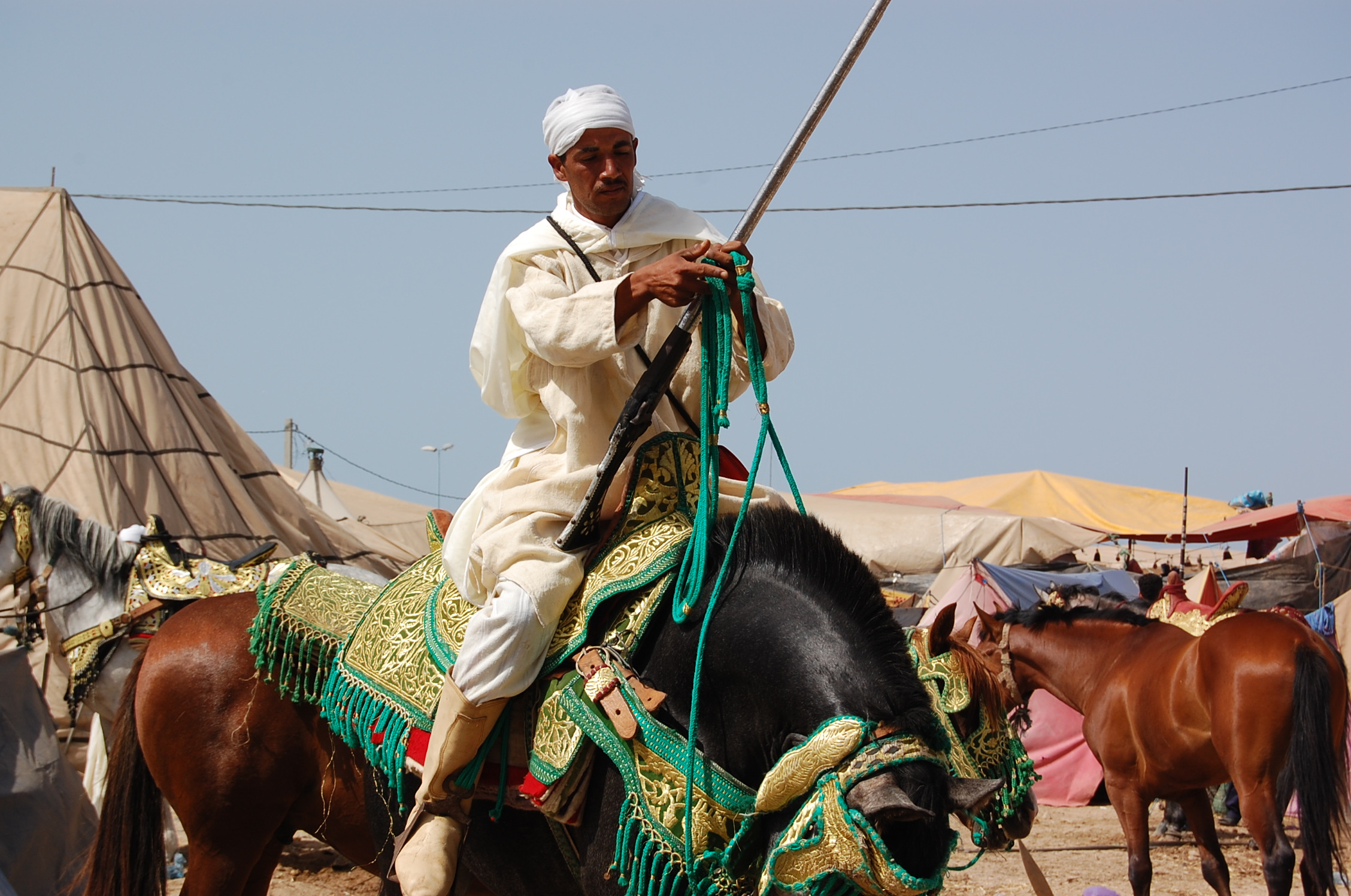
moussem

Moulay Abdellah (en arabe : مولاي عبد الله) est une commune rurale de la province d'El Jadida, dans la région Casablanca-Settat, au Maroc. Elle comprend trois centres urbains : Moulay Abdellah Amghar, Oulad Ghadbane et Sidi Bouzid.

## Géographie
La commune de My Abdellah est bordée par l'océan Atlantique à l'ouest, El Jadida au nord, Haouzia à l'est, Ouled Hcine au sud-est et Sidi Abed au sud-ouest.

## Démographie
|      | Population totale | Ménages | Population urbaine | Population rurale | Étrangers |
| 1994 | 30 926            | 5 371   | 6 937              | 23 989            | -         |
| 2004 | 45 780            | 8 909   | 11 352             | 34 428            | 28        |
| 2014 | 74 671            | 17 596  | 47 889             | 26 782            | 205       |

|      | Moulay Abdellah (centre) | Oulad Ghadbane | Sidi Bouzid |
| 1994 | 3 806                    | 2 648          | 483         |
| 2004 | 6 482                    | 3 889          | 981         |
| 2014 | 12 456                   | 6 152          | 6 174       |

## Moussem Moulay Abdellah Amghar
Chaque année, en été, pendant une semaine, a lieu un moussem en hommage au Sheikh Moulay Abdellah Amghar. En 2014, ce moussem, dont la fantasia est une grande attraction, a accueilli 1 800 cavaliers et plus de 350 000 visiteurs.

## Galerie

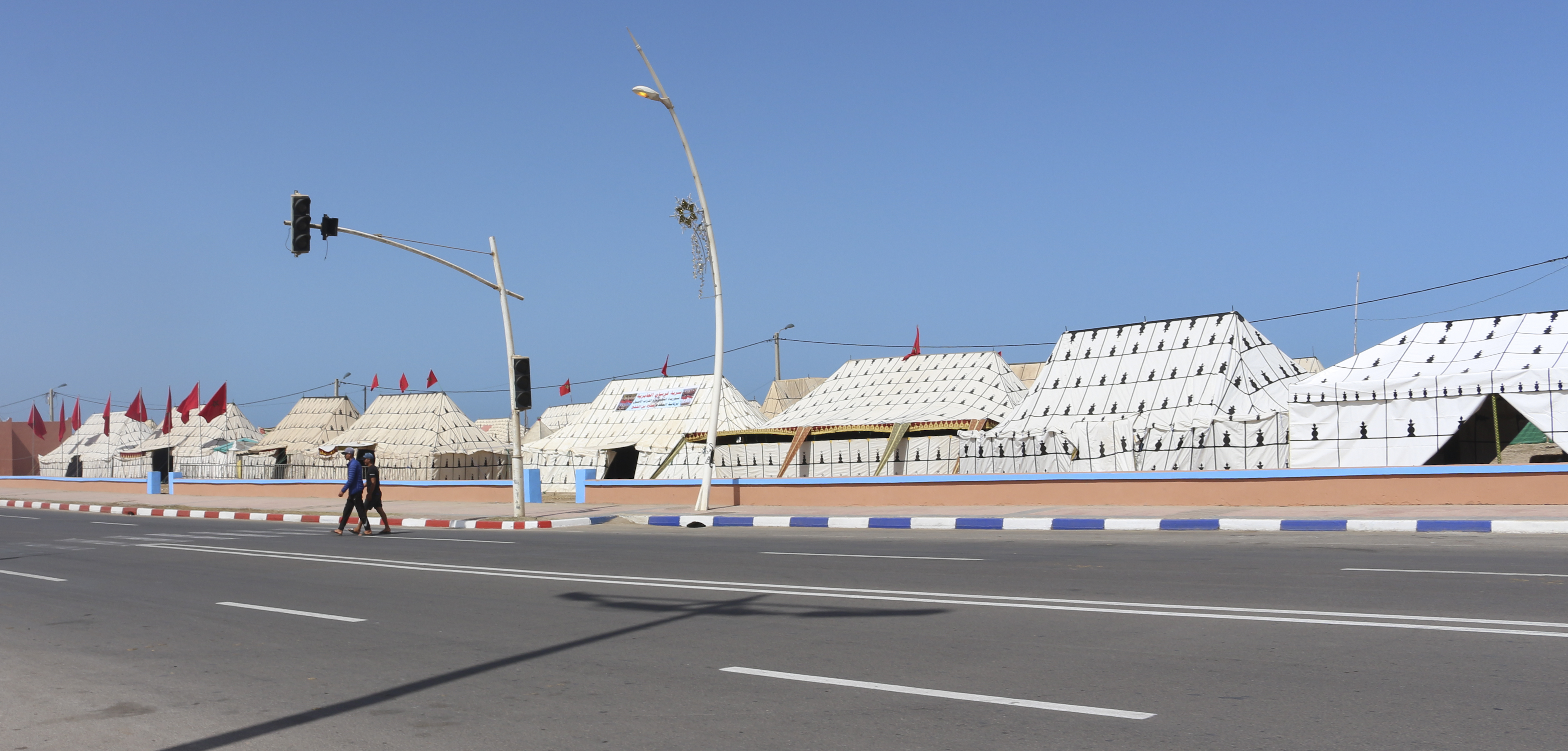
Moussem moulay abdellah -  Commune Moulay Abdallah Amghar
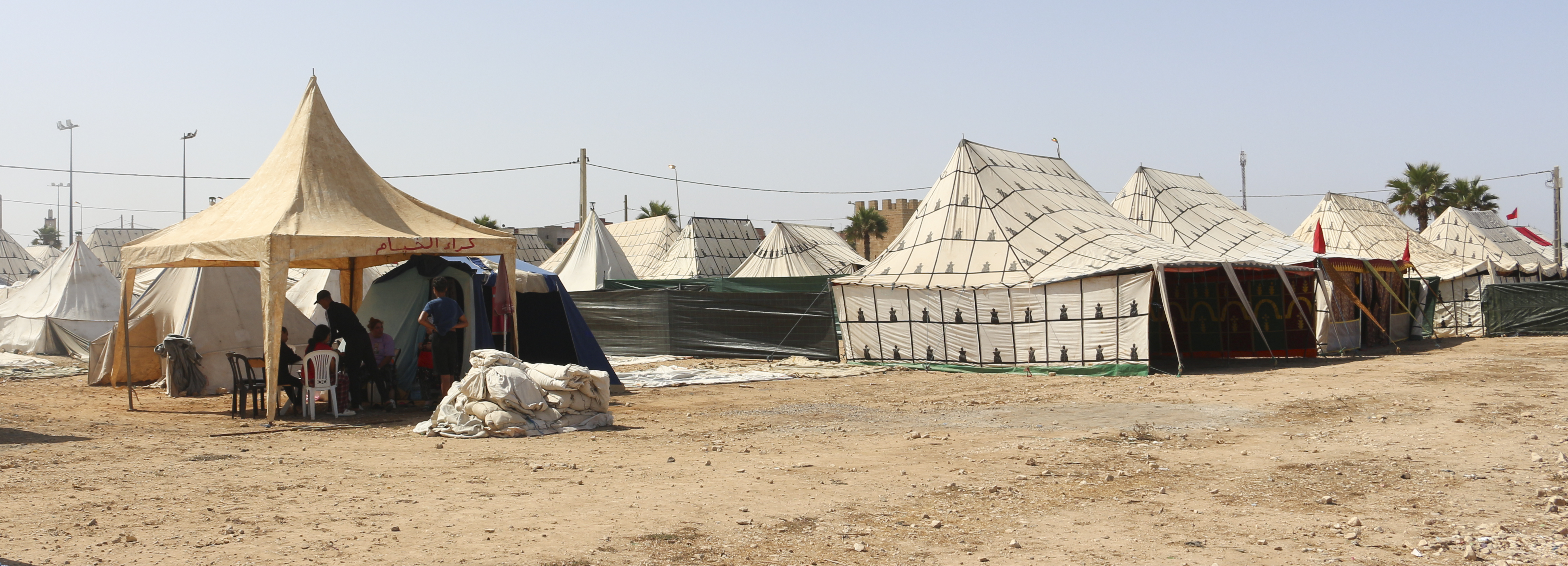
Moussem moulay abdellah -  Commune Moulay Abdallah Amghar